# Garanou
Garanou ist eine französische Gemeinde mit 146 Einwohnern (Stand 1. Januar 2022) im Département Ariège in der Region Okzitanien. Sie gehört zum Arrondissement Foix und zum Kanton Haute-Ariège.
Nachbargemeinden sind Urs im Nordwesten, Lordat im Norden, Vernaux im Osten, Luzenac im Süden und Lassur im Westen.

## Bevölkerungsentwicklung
| Jahr                       | 1962 | 1968 | 1975 | 1982 | 1990 | 1999 | 2008 | 2019 |
| -------------------------- | ---- | ---- | ---- | ---- | ---- | ---- | ---- | ---- |
| Einwohner                  | 244  | 262  | 227  | 246  | 192  | 188  | 167  | 147  |
| Quellen: Cassini und INSEE |      |      |      |      |      |      |      |      |